# Mas d'en Pinyes
El Mas d'en Pinyes és un mas situat al municipi de Ponts, a la comarca catalana de la Noguera. És considerada com a Bé Cultural d'Interès Local.

## Descripció
En el POUM del municipi de Ponts se'n fa la següent descripció: L'edifici és de planta rectangular, de murs de pedra arrebossats i pintats. La coberta, reformada recentment, és a dos vessants amb teules àrabs amb el carener perpendicular a la façana. Les obertures es concentren al sud i llevant i són principalment resoltes amb llinda de pedra a excepció de la finestreta de les golfes a la façana principal que és amb arc de mig punt. Les cantoneres de la casa són fetes amb carreus que es mantenen visibles. Hi ha dos cossos afegits de planta baixa al costat sud-est de la casa destinat a pallissa i un altre petit afegit a la façana darrera.